# Château de Jarnac
Le château de Jarnac, ancienne forteresse de Charente, n'existe plus.

## Historique
Dans l'île Vaujompe, le premier donjon date du Xe siècle, construit, pense-t-on, par Wardrade Lorichès, dit le Riche, comte de la Marche et seigneur de Jarnac qui a fondé l'abbaye de Bassac en 1017.
Il est reconstruit au XIIe siècle et passe par mariage, comme le château de Cognac, au fils de Richard Cœur de Lion Philippe de Falcombridge et donc sous la domination des Plantagenêt. Il est vendu à Jean sans Terre dont la veuve se remarie avec Hugues X de Lusignan. Leur succèdent, leur fils Geoffroy Ier de Lusignan. Le château changera souvent de mains jusqu'en 1387 où, déjà saccagé, il est rasé et il n'en reste alors que la tour romane.
Charles d'Orléans, prisonnier des Anglais, vend son fief de Jarnac, pour payer sa rançon, à Renaud Chabot qui reconstruit en partie la forteresse. C'est son descendant Guy Chabot de Saint-Gelais qui fut l'auteur du coup de Jarnac.
Charles-Rosalie de Rohan-Chabot fait faire des travaux de remise au goût du jour à partir de 1769, en particulier avec la création d'un parc paysager. La partie datant de Renaud Chabot du XVe siècle forme encore un ensemble de six tours rondes qui subsiste jusqu'à la période de l'empire.

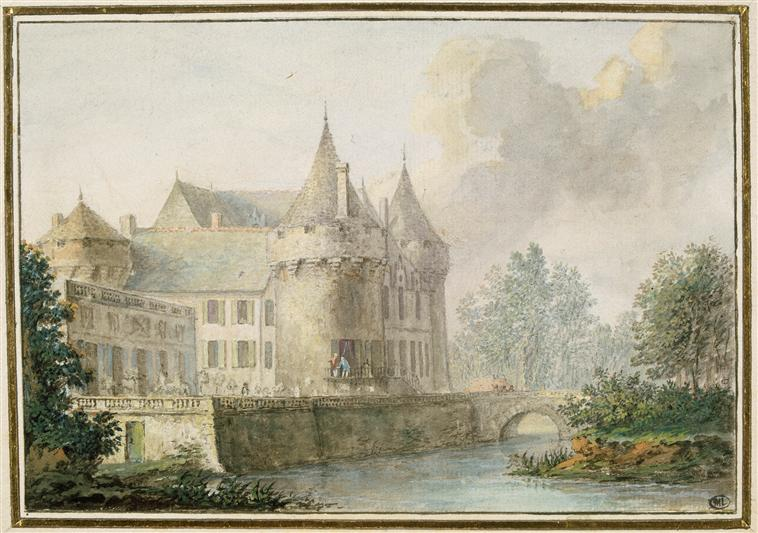
Le château de Jarnac.

## Description
Il n'en reste que des dessins et des gravures.
D'après Michon (1837), l'emplacement était une place publique plantée d'arbres, et le seul vestige qu'il en restait, était une belle porte à arcs surbaissés bordée de colonnes, vestige menacé chaque année d'une délibération des édiles de Jarnac. Le château était baigné par la Charente d'un côté et entouré de douves toujours pleines. D'immenses jardins, des îles formées par le fleuve étaient l'embellissement de ce château.